# رأس بوجادور
رأس بوجادور (به فرانسوی: Cap Boujdour) یک شهر در مراکش است که در مراکش واقع شده‌است. رأس بوجادور ۴۱٬۱۷۸ نفر جمعیت دارد.